# 2.ª Divisão de Cavalaria (Estados Unidos)
A 2ª Divisão de Cavalaria (em inglês:  2nd Cavalry Division) foi uma divisão de cavalaria do Exército dos Estados Unidos.

## Heráldica
Insígnia do ombro:
- Descrição: Escudo normando amarelo com uma borda verde, um chevron azul abaixo de duas estrelas azuis de oito pontas.
- Simbolismo: O escudo é amarelo, a cor da Cavalaria. As estrelas representam esporas e foram retiradas do brasão do 2º Regimento de Cavalaria, que inicialmente fazia parte da divisão.
- Usado de 20 de agosto de 1921 a 10 de maio de 1944.

## Linhagem

### Organização (1921–42)
Em 20 de agosto de 1921, como resultado das lições aprendidas na Primeira Guerra Mundial, o Ajudante-Geral do Exército dos EUA constituiu a 1ª e a 2ª Divisões de Cavalaria para atender às futuras necessidades de mobilização. Conforme organizada, a 2ª Divisão de Cavalaria seria uma divisão integrada.
As unidades designadas para a 2ª Divisão de Cavalaria incluíam:
- 3ª Brigada de Cavalaria: 15 de outubro de 1940 (redesignada como 9ª Divisão Blindada em 15 de julho de 1942.)
  -  2º Regimento de Cavalaria: 15 de agosto de 1927 (transferido em 15 de julho de 1942 para 9ª Divisão Blindada), reorganizado como 2º Grupo de Cavalaria (Mecanizado) em 1943).
  -  14º Regimento de Cavalaria: 1º de abril de 1941 (transferido em 15 de julho de 1942 para a 9ª Divisão Blindada), reorganizado como 14º Grupo de Cavalaria (Mecanizado) em 1943).
  - Petrechos Pesados
- 4ª Brigada de Cavalaria (Cld): 21 de fevereiro de 1941 (desativada em 23 de março de 1944)
  -  9º Regimento de Cavalaria (Cld): 10 de outubro de 1940
  -  10º Regimento de Cavalaria (Cld): 24 de março de 1923 (transferido para a 3ª Divisão de Cavalaria em 15 de agosto de 1927). Transferido para a 2ª Divisão de Cavalaria em 10 de outubro de 1940.
  - Petrechos Pesados (Cld)
- Quartel-General e Bateria do Quartel-General, Artilharia Divisionária
  -  3º Batalhão de Artilharia de Campanha (75mm)
  -  16º Batalhão de Artilharia de Campanha (75mm)
- Quartel-General e Tropa do Quartel-General, 2ª Divisão de Cavalaria
- 9º Esquadrão de Engenharia (Motorizado)
- 2º Esquadrão Médico
- 17º Esquadrão de Intendência
- 92º Esquadrão de Reconhecimento
- 2ª Tropa Antitanque
- 2ª Tropa de Comunicações
- 24ª Companhia de Manutenção Média de Material Bélico

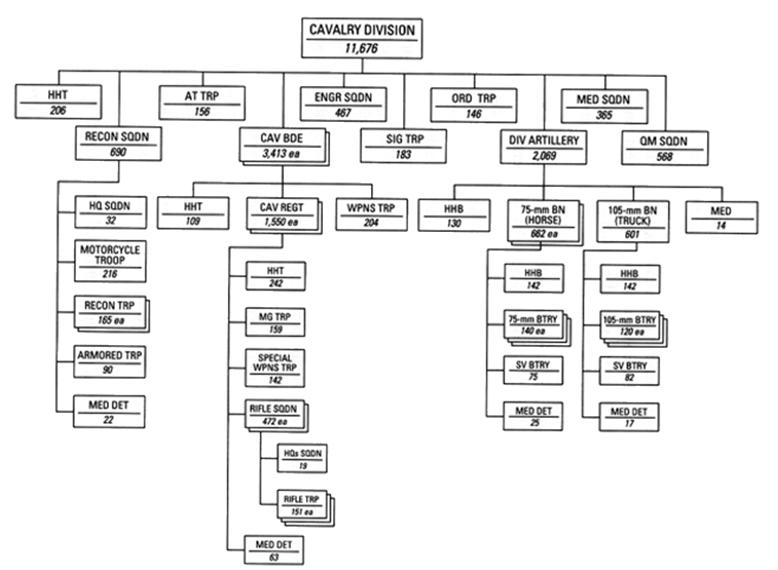
Organograma padrão para uma Divisão de Cavalaria em novembro de 1940.

### Organização (1943–44)
O quartel-general da divisão foi reativado em 25 de fevereiro de 1943 em Fort Clark. Mobilizado para desdobramento no Norte da África em 12 de janeiro de 1944. Desativado em Orã, na Argélia, em 9 de março de 1944. Componentes usados para criar unidades de serviço e trabalho.
- Quartel-General e Tropa do Quartel-General, 2ª Divisão de Cavalaria (Desativado em 10 de maio de 1944)
- 4ª Brigada de Cavalaria: Ativado em 21 de fevereiro de 1941. Desativado em 23 de março de 1944; ativos convertidos no 6495º Batalhão de Engenheiros Pesados de Pontões, Provisório (Negros); mais tarde convertido no 1553º Batalhão de Engenheiros Pesados de Pontões (Negros).
  -  10º Regimento de Cavalaria: 24 de março de 1923 (Transferido para a 3ª Divisão de Cavalaria em 15 de agosto de 1927. Retornou para a 2ª Divisão de Cavalaria em 10 de outubro de 1940. Desativado em 10 de março de 1944; ativos convertidos no 6486º Batalhão de Engenharia de Construção, Provisório (Negros) em 20 de março de 1944; posteriormente convertido no 1334º Batalhão de Engenharia de Construção (Negros) em 29 de março de 1944.
  -  28ª Cavalaria:Ativado em Fort Lockett em 25 de fevereiro de 1943. Desativado em 31 de março de 1944; ativos convertidos no 6487º Batalhão de Engenharia e Construção, Provisório (Negros) em 31 de março de 1944; mais tarde convertido no 134º Batalhão de Intendência (Móvel) (Negros).
- 5ª Brigada de Cavalaria: Ativado em 25 de fevereiro de 1943. Desativado em 12 de junho de 1944; ativos convertidos no 6400º Batalhão de Munição de Material Bélico (Provisório) em 12 de junho de 1944.
  -  9º Regimento de Cavalaria: Atribuído em 10 de outubro de 1940. Desmembrado e pessoal transferido para várias unidades de serviço em 7 de março de 1944.
  -  27º Regimento de Cavalaria: Ativado em 25 de fevereiro de 1943. Desativado em 27 de março de 1944; ativos convertidos no 6404º Batalhão Portuário em 31 de março de 1944.
- 2ª Divisão de Cavalaria de Artilharia (Negros) Desativada em 10 de março de 1944.
  -  77º Batalhão de Artilharia de Campanha: (Negros) (75mm), desativado em 26 de fevereiro de 1944.
  -  79º Batalhão de Artilharia de Campanha: (Negros) (75 mm) Desativado em 10 de março de 1944.
  - 159º Batalhão de Artilharia de Campanha (105mm) (Negros): Não foi enviado para o Norte da África.
- 35º Esquadrão de Reconhecimento de Cavalaria (Mecanizado) (Negros) (Desativado em 25 de março de 1944)
- 162º Esquadrão de Engenheiros (Negros) (Desativado em 22 de março de 1944)
- 3º Esquadrão Médico (Negros) (Desativado em 24 de maio de 1944)
- 2ª Divisão de Cavalaria Pelotão de Polícia Militar (Negros) (Desativado em 1º de junho de 1944)
- 20º Esquadrão de Intendente de Cavalaria (Negros) (Desativado em 23 de março de 1944)
- 114ª Companhia de Manutenção Média de Artilharia (Negros) (Desativada em 7 de março de 1944)

## Segunda Guerra Mundial
Constituída em 1921, a 2ª Divisão de Cavalaria não foi ativada até abril de 1941. Como parte do Plano de Mobilização Protetora, a divisão foi reservada para ativação em Fort Riley, no Kansas, mas devido a restrições de mão de obra, ela nunca atingiu força total. A 2ª DC recebeu o número apropriado de regimentos de cavalaria, mas as unidades que forneciam apoio orgânico e tropas de serviço permaneceram vazias. As primeiras ativações divisionais ocorreram em outubro de 1940, com a organização da 3ª Brigada de Cavalaria e a designação do 2º Regimento de Cavalaria e do 14º Regimento de Cavalaria. A 4ª Brigada de Cavalaria foi ativada em fevereiro de 1941 com o 9º Regimento de Cavalaria e o 10º Regimento de Cavalaria como seus regimentos de cavalaria. Esses dois últimos regimentos, os únicos disponíveis para designação, eram unidades negras. A divisão, portanto, era única na estrutura do Exército naquela época, uma unidade racialmente mista.
Dividido entre Fort Riley e Camp Funston, no Kansas, nenhum dos postos tinha instalações adequadas para a cavalaria montada da divisão, a escassez de pessoal continuou, e elementos divisionais foram ativados usando recursos provisórios. O general Millikin, comandante da 2ª Divisão de Cavalaria em junho de 1941, imaginou o uso combinado de cavalaria mecanizada e montada dentro da divisão. Em julho, a Tropa A, 2º Esquadrão de Reconhecimento, foi formada provisoriamente como um elemento divisional mecanizado. A divisão, agora organizada com cavalos, carros de reconhecimento, jipes e motocicletas, passou a maior parte do resto do verão treinando com seu novo equipamento.
A 2ª Divisão de Cavalaria participou das Manobras do Segundo Exército no final de agosto como um componente das Forças Vermelhas enfrentando o Exército Azul do VII Corpo. Recebendo a tarefa de capturar Arkansas e Louisiana, a missão da 2ª terminou em 9 de setembro com elementos divisionais em Chatham, na Louisiana. Durante a semana seguinte, a divisão tornou-se parte de uma segunda operação de treinamento. Desta vez, a divisão serviu com a Força Vermelha do Segundo Exército, agora desafiando a Força Azul do Terceiro Exército. O primeiro objetivo do Segundo Exército era derrotar e remover as Forças Azuis do sul da Louisiana e, então, impedir que o inimigo capturasse Shreveport. No final dessas manobras, a 2ª Divisão de Cavalaria retornou ao Kansas, tendo prevalecido, com as Forças Azuis ainda a 64 quilômetros da cidade.
Em 2 de novembro, a divisão possuía algumas de suas tropas de apoio orgânico, embora a maioria ainda estivesse funcionando em status provisório. O final do mês encontrou a divisão envolvida em outra série de manobras de treinamento. A operação, "PRACTICE BLITZKRIEG", foi baseada no Kansas e terminou com a captura de Topeka pela 2ª Divisão de Cavalaria. O exercício terminou quando a unidade da polícia militar divisional prendeu o governador que fingiu a rendição do estado.
O ataque surpresa a Pearl Harbor desencadeou temores de ataques na costa oeste e ameaças de invasão ao sul da fronteira. Uma nova ênfase foi colocada nas defesas ocidentais do continente e a divisão enviou sua 3ª Brigada para o Arizona. O General Coulter, comandante da brigada, também recebeu o comando do Setor da Fronteira Terrestre Sul do Comando de Defesa Ocidental. Sob seu comando, o 2º Regimento de Cavalaria, estacionada em Phoenix, e a 14º Regimento de Cavalaria, em Tucson, patrulharam a fronteira mexicana pelos sete meses seguintes. Enquanto isso, a 4ª Brigada de Cavalaria, ainda em Camp Funston, continua um ciclo interminável de treinamento. Constantemente chamados a fornecer quadros para novas unidades, o 9º e o 10º Regimento de Cavalaria rotineiramente perdiam pessoal veterano e recebiam recrutas não-treinados.
Durante a primavera de 1942, uma decisão do Departamento de Guerra de aumentar o número de divisões blindadas no Exército dos Estados Unidos resultou na conversão planejada da 2ª Divisão de Cavalaria. Tropas brancas da 3ª Brigada foram usadas na formação da 9ª Divisão Blindada. O 2º e o 14º Regimentos de Cavalaria foram desativados, e seu pessoal foi transferido para os recém-formados 2º e 14º Regimentos Blindados, ambos elementos da nova divisão blindada. Em 15 de julho de 1942, a 2ª Divisão de Cavalaria foi desativada. A 4ª Brigada de Cavalaria com seus regimentos negros, no entanto, permaneceu ativa.
A ativação da 9ª Divisão Blindada criou problemas logísticos em Fort Riley e Camp Funston. As instalações que acomodavam uma única divisão agora abrigavam uma divisão e uma brigada de cavalaria adicional. Consequentemente, o Quartel-General da 4ª Brigada de Cavalaria e o 10º Regimento de Cavalaria foram transferidos para Camp Lockett, na Califórnia. O 9º Regimento de Cavalaria, embora ainda designado para a brigada, mudou-se para Fort Clark, no Texas.
À medida que o número de soldados negros ingressando no Exército aumentava, a necessidade de unidades segregadas para esses soldados também aumentava. Em novembro de 1942, o Departamento de Guerra determinou que a 2ª Divisão de Cavalaria seria reativada e que dois novos regimentos negros seriam designados. Também foi anunciado que a 2ª DC, agora a terceira divisão negra do Exército, permaneceria dividida entre o Texas e a Califórnia. A construção foi iniciada em ambos os postos, pois nenhum deles tinha instalações para dar suporte a uma divisão inteira. O trabalho foi concluído; a 2ª Divisão de Cavalaria foi ativada em 25 de fevereiro de 1943, com sede em Fort Clark. O 9º e o 27º Regimento de Cavalaria, ativos no posto do Texas, eram as tropas designadas da 5ª Brigada de Cavalaria. O 10º e o 28º Regimento de Cavalaria, localizadas em Camp Lockett, formavam a 4ª Brigada de Cavalaria.
Composta por recrutas vindos diretamente dos centros de recrutamento, a 2ª Divisão passou a maior parte da primavera e do verão de 1943 treinando seus soldados. A divisão forneceu a esses homens treinamento básico, bem como instruções em operações de cavalaria. O treinamento divisional como um todo, no entanto, não seria testado. Afirmando que não havia necessidade intrínseca de uma segunda divisão de cavalaria, o Departamento de Guerra elaborou um plano para usar o pessoal da 2ª Divisão de Cavalaria para formar as unidades de serviço necessárias. Líderes da comunidade negra, reagindo às críticas ao desempenho de afro-americanos em unidades de combate, protestaram contra a possível conversão da divisão. O debate sobre as capacidades das unidades negras continuou, mas a decisão sobre o status da 2ª Divisão de Cavalaria já havia sido tomada. O Departamento de Guerra ordenou que a divisão fosse enviada para o exterior, onde a conversão ocorreria. Em janeiro de 1944, a 2ª Divisão de Cavalaria foi desmontada e enviada de volta ao leste para ser enviada ao exterior. Chegando a Orã, no norte da África, em 9 de março de 1944, elementos da divisão foram gradualmente desativados até que a própria 2ª Divisão de Cavalaria deixou de existir em 10 de maio de 1944.
A divisão nunca se engajou em combate e, em vez disso, foi designada para construir campos de aviação para os aviadores Tuskegee no norte da África e realizar tarefas de guarnição e suprimentos lá. A divisão também forneceu tropas de reposição para a 92ª Divisão de Infantaria, formada exclusivamente por soldados negros, que estava engajada em combate na Itália.

## Comandantes
- General-de-Brigada Terry de la Mesa Allen Sênior: 1º de abril de 1941 - maio de 1941
- General-de-Brigada John Millikin: junho de 1941 – abril de 1942
- General-de-Brigada John B. Coulter: maio de 1942 – 15 de julho de 1942
- Major-General Harry H. Johnson: 25 de fevereiro de 1943 – 10 de maio de 1944.